# Bainbridge (Georgia)
Bainbridge város az USA Georgia államában, Decatur megyében, melynek megyeszékhelye is. Lakosainak száma 14 468 fő (2020. április 1.).

## Népesség
A település népességének változása:

| 2010 | 12 697 |
| 2020 | 14 468 |